# Lébamba
Lébamba es una comuna gabonesa, chef-lieu del departamento de Louétsi-Wano de la provincia de Ngounié.
En 2013 la comuna tenía una población de 7727 habitantes, de los cuales 3757 eran hombres y 3970 eran mujeres.
La localidad, habitada principalmente por la etnia nzebi y con una economía basada en una almazara para palmeras, es uno de los principales núcleos de investigación científica del país. Desde los años 1960 alberga un centro de investigación agronómica, en el cual se han desarrollado un proyecto de las Naciones Unidas para estudiar la resistencia del ganado a la tripanosomiasis y otro de la Unión Europea sobre fertilización de suelos. Un proyecto americano mantiene aquí el hospital protestante de Bongolo, uno de los principales establecimientos sanitarios del país. A tres kilómetros de la localidad se hallan las grutas de Bongolo, una red de galerías subterráneas kársticas.
Se ubica en el cruce de las carreteras N6 y R20, a orillas del río Ngounié, unos 60 km aguas arriba de la capital provincial Mouila.